# Oscar Adolfo Mijangos López
Oscar Adolfo Mijangos López -conocido también como Fito Mijangos- (Quetzaltenango, 8 de febrero de 1929 - asesinado en Ciudad de Guatemala , 13 de enero de 1971) Político, intelectual y legislador guatemalteco.  De tendencias de centro izquierda, apoyó al régimen del coronel Jacobo Árbenz Guzmán y luego tuvo que partir al exilio durante el gobierno del coronel Carlos Castillo Armas.  Al regresar a Guatemala, durante el gobierno del licenciado Julio César Méndez Montenegro fue diputado al Congreso de Guatemala y fue miembro de la comisión que se opuso a la concesión que el gobierno del coronel Carlos Arana Osorio quería hacer a la compañía canadiense EXMIBAL.  Murió asesinado en febrero de 1971, luego de que sus compañeros de la comisión para el estudio de la concesión a EXMIBAL sufrieran un atentado en noviembre de 1970, en donde uno perdió la vida, y el otro Alfonso Bauer Paiz, sufrió severas heridas y tuvo que salir al exilio.

## Biografía
Mijangos López, de ideología de centro izquierda, se inició en la política activa, pero esta se interrumpió en 1955 cuando fue obligado a salir al exilio por el gobierno del coronel Carlos Castillo Armas junto con los dirigentes políticos Francisco Villagrán Kramer y Manuel Colom Argueta. Posteriorment fue uno de los fundadores de la organización política Unidad Revolucionario Democrática (URD) a principios de la década de 1960, juntamente con Colom Argueta, Villagrán Kramer, Leonel Ponciano León, Alfredo Balsells Tojo, Miguel Ángel Andrino, Carlos Duarte y Américo Cifuentes Rivas, entre otros.

### Pláticas con el Movimiento Revolucionario 13 de noviembre
El descontento acumulado en la población por el deterioro social y político generado por la acción de la contrarrevolución, iniciada en junio de 1954, con el derrocamiento del presidente electo Jacobo Arbenz Guzmán y la instauración de hecho de Carlos Castillo Armas, promovió acciones populares de resistencia. El 13 de noviembre de 1960, jóvenes militares subalternos se alzaron con el propósito de derrocar al gobierno de Miguel Ydígoras Fuentes, dando inicio a la Guerra Civil de Guatemala. En la primavera de 1962, ya en plena actividad la lucha armada guerrillera, se acordó un diálogo directo con los líderes militares que comandaban la guerrilla; los comandantes del Movimiento Revolucionario 13 de Noviembre (MR-13), Luis Turcios Lima y Marco Antonio Yon Sosa, y los miembros de la URD, Manuel Colom Argueta, Mijangos López, y Américo Cifuentes Rivas se reunieron con el objetivo de conocer, debatir y decidir la propuesta de los comandantes guerrilleros de que la organización política URD, encabezada por sus dirigentes se incorporara a la lucha armada. Se debatió durante más de cinco horas. La respuesta de los dirigentes civiles y profesionales universitarios fue de que no se consideraba viable el camino de la revolución armada para resolver los problemas nacionales, que los componentes de la URD se encaminarían por las vías institucionales, jurídicas y cívicas para asumir el poder sin derramamiento de sangre de ningún guatemalteco.

### Participación en la Huelga de Dolores
Al iniciar el gobierno del licenciado Julio César Méndez Montenegro en 1966, no se dio la apertura política esperada y la Huelga de Dolores permaneció proscrita hasta 1968, luego de que el gobierno de facto del coronel Enrique Peralta Azurdia la prohibiera en 1963. La mayor parte de los antiguos huelgueros que habían resucitado la actividad tras la Revolución de octubre de 1944 -y que habían salido al exilio luego de la contrarrevolución de 1954- estaba de regreso en Guatemala y ejercía sus profesiones o profesaba como docente en la Universidad de San Carlos de Guatemala -USAC. Ante la estrechez del cerco gubernamental en torno a las actividades de la Huelga, dos o tres dirigentes de la Asociación de Estudiantes Universitarios -AEU- de la USAC, le pidieron a Adolfo Mijangos López, a José Barnoya y a Carlos Guzmán-Böckler que centralizan todo lo relacionado con la preparación, redacción y publicación del No Nos Tientes, a efecto de entregarles el día anterior al Viernes de Dolores el periódico listo para su distribución. De esta forma, el satírico periódico estudiantil fue redactado de la siguiente forma:
- Mario López Larrave: preparó, con gracia incisiva e ingenio punzante, caricaturas y pequeños textos.
- Jesús Guerra: veterano redactor, poeta y prosista
- José Barnoya: a cargo de los artículos jocosos
- Carlos Guzmán Böckler: editorialista y diagramador[5]

### Participación política
En 1970, la Unidad Revolucionaria Democrática (URD), inscrita como comité cívico, propuso a Colom Argueta como candidato a alcalde de ciudad de Guatemala, y ganó las elecciones cómodamente, mientras que la presidencia de la república fue ganada por el coronel Carlos Arana Osorio, representante de los partidos de extrema derecha.

## Muerte
Durante el gobierno del licenciado Julio César Méndez Montenegro (1966-1970) se discutió la posibilidad de ceder las minas de níquel en Izabal a una empresa canandiense y tras permitir que los executivos de la empresa minera prácticamente reescribiera la ley de Minería de Guatemala, el gobierno empezó el proyecto para otorgar una concesión por cuarenta años para la explotación del níquel a la empresa «Explotaciones y Exploraciones Mineras de Izabal, S.A.» (EXMIBAL), subsidiaria de la compaña canadiense «International Nickel Company» (INCO).  La concesión no se concretó durante el gobierno de Méndez Montenegro, pero tan pronto como el general Carlos Arana Osorio inició su gestión presidencial el 1.º de julio de 1970, reabrió el caso de EXMIBAL y empezó a trabajar para cederle la concesión. Sin embargo, numerosos sectores sociales se opusieron a la misma, ya que argumentaban que resultaría muy onerosa para el país. Uno de los principales opositores fue la Comisión que la Universidad de San Carlos creó para analizar el asunto; entre los miembros de la comisión estaba Mijangos López, para entonces diputado en el Congreso y respetado intelectual guatemalteco. Por su parte, los otros dos miembros de la comisión que investigaba a EXMIBAL fueron atacados a tiros: el profesor Julio Camey Herrera y su colega, Alfonso Bauer Paiz; Camey murió a consecuencia de sus heridad, y Bauer Paz, herido, tuvo que salir al exilio.
Los miembros de la comisión se opusieron rotundamente a las condiciones de la concesión que propuso el Gobierno a EXMIBAL; luego del atentado contro Bauer Paiz y Camey, el 13 de febrero de 1971 Mijangos López fue asesinado por desconocidos cuando salía de su oficina en la 4.a avenida de la zona 1 de la Ciudad de Guatemala.
El 8 de mayo de 1971 el gobierno de Arana Osorio finalmente otorgó la concesión a EXMIBAL; esta cubría 385 kilómetros cuadrados en el área de El Estor, con una inversión inicial de US$228 millones. La mina, construida en las montañas de los indígenas Q'eqchi incluía un complejo residencial de 700 casas, numerosas oficinas, un hospital, un pequeño centro comercial, escuela, una cancha de golf y un gran área de procesamiento industrial.
Al año siguiente, pese a las amenazas del gobierno de Carlos Arana Osorio, los estudiantes celebraron la velada de la Huelga en donde se cantó un homenaje a Mijangos López con serias acusaciones contra el gobierno y los supuestos autores intelectuales del crimen:
| «Que de donde Fito vienes, del panteón de los caídos que edifica el General, a contarles mi tragedia sucedida en una tarde al año que entró el Chacal, como ustedes lo recuerdan me mataron por la espalda e indefenso estaba yo, pues siendo universitario no cargaba guardaespaldas por ser un intelectual, los esbirros asesinos pertenecen a la MANO que comanda Sandoval, por luchar contra la EXMIBAL, Oliverio Castañeda sus instintos descargó. Es por eso pueblo mío que te insto yo a la lucha, a pelear contra el poder. Reflexionen en sus hijos, prepárenles un futuro de esperanza y libertad.» |